# William Robertson (militare)
Sir William Robert Robertson, I Baronetto di Beaconsfield (Welbourn, 29 gennaio 1860 – Londra, 12 febbraio 1933), è stato un militare britannico che servì nel British Army in qualità di Capo di Stato Maggiore dell'Esercito dal 1916 al 1918 durante la prima guerra mondiale. Fu il primo soldato inglese a salire al grado di Maresciallo di campo partendo dalla posizione di soldato semplice.

## Biografia

### I primi anni fino alla seconda guerra boera
William Robert Robertson nacque a Welbourn il 29 gennaio 1860. Fu educato nella parrocchia locale, e nel 1877 iniziò la carriera militare arruolandosi nei 16th (The Queen's) Lancers (16º reggimento lancieri della Regina), con grave disappunto della madre che arriverà addirittura a dirgli di "preferirlo vedere bruciare piuttosto che con indosso un'uniforme", forse perché in quel periodo l'esercito era visto da molte persone come via di scampo dalla disoccupazione o dalla legge.
In ogni caso Robertson ottenne la promozione a sergente maggiore nel 1885. Incoraggiato dai suoi superiori, e dal suo vecchio parroco, passò l'esame per aspiranti ufficiali diventando tenente nel 3º Reggimento dragoni, fatto abbastanza strano dato che la maggior parte dei nuovi graduati venivano assegnati ai servizi o al genio militare e impossibile in Gran Bretagna dove era anche richiesta una certa estrazione sociale, ma in India, dove il giovane ufficiale Robertson si trovava, di fatto questo fu possibile, anche perché c'era costante bisogno di soldati esperti.

Il servizio militare in India contemplò anche una permanenza nell'Intelligence Corps, l'agenzia di spionaggio dell'esercito, e fu anche ferito nella spedizione di Chitral meritandosi la Distinguished Service Order. Passato al grado di capitano, frequentò un corso di perfezionamento a Camberley dal 1896 al 1897, durante il quale si distinse per le sue doti di intelligenza.
Durante la seconda guerra boera, Robertson fu nominato dal comandante delle forze in Sudafrica, Frederick Roberts, ufficiale dell'intelligence.

### L'attività nella prima guerra mondiale
In seguito allo scoppio della prima guerra mondiale, Robertson ricoprì il ruolo di Capo di Stato Maggiore del Corpo di Spedizione Britannico prima di essere promosso Capo di Stato Maggiore Imperiale nel dicembre 1915. Con questa carica Robertson supportò il nuovo comandante dell'unità da lui lasciata, Douglas Haig, e fu in prima linea nel contrastare il Primo ministro del Regno Unito Herbert Henry Asquith, che voleva far sostituire da David Lloyd George.

Assegnato al fronte occidentale, non fu d'accordo con il nuovo ministro Lloyd George sul fatto che, finché non fossero arrivati gli aiuti statunitensi, l'esercito inglese si sarebbe dovuto dedicare maggiormente ad altri fronti, e così rassegnò le dimissioni nel febbraio 1918. Successivamente fu ufficiale generale in comando dell'Eastern Command, e dopo la guerra comandò l'Armata inglese del Reno.
Nel 1919 Robertson ricevette i ringraziamenti del Parlamento insieme alla nomina di Baronetto di Beaconsfield e ad un premio di 10.000 sterline, quando già l'anno prima era diventato Maresciallo di campo, diventando il primo militare a raggiungere questo traguardo partendo dal rango di soldato semplice.
Morì nel febbraio 1933 all'età di 73 anni.